# (9135) Lacaille
(9135) Lacaille (7609 P-L) – planetoida z pasa głównego asteroid okrążająca Słońce w ciągu 3,51 lat w średniej odległości 2,31 j.a. Odkryta 17 października 1960 roku.